# ماوس پد

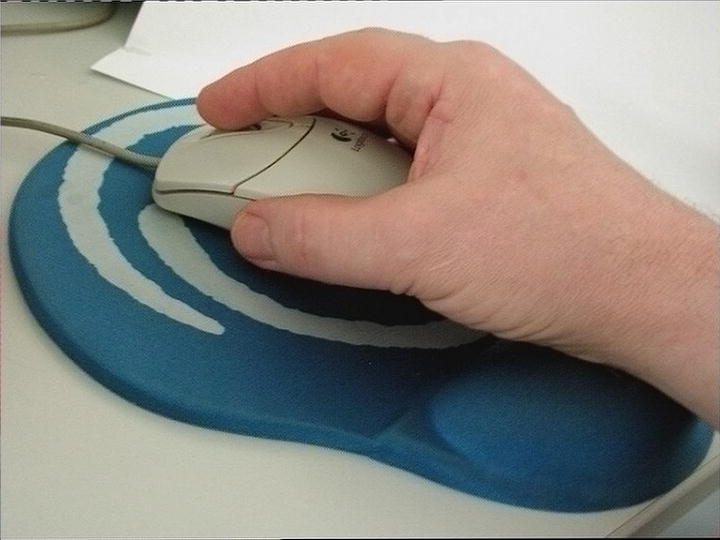
زیر موشی طبی

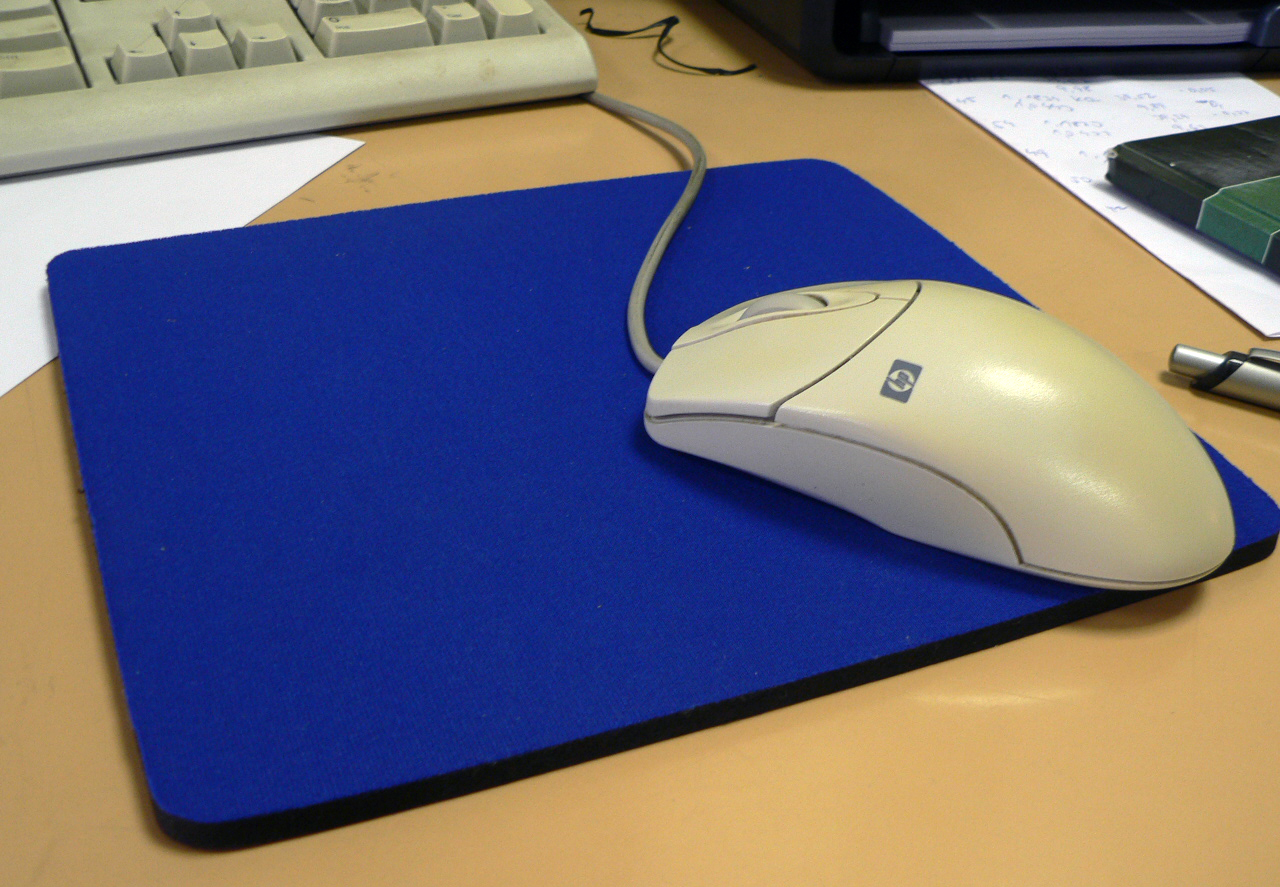
زیر موشی عادی

ماوس‌پد یا زیر موشی  صفحه‌ای است که در زیر موس قرار می‌گیرد و به منظور راحتی کار با موشی استفاده می‌گردد. برای تهیه زیر موشی‌ها از پلاستیک، لاستیک، آلومینیوم، شیشه و غیره استفاده می‌کنند. برخی زیر موشی‌ها که به زیر موشی‌های طبی معروف هستند، دارای برجستگی‌ای هستند و این برجستگی موجب می‌گردد در ساعت‌های طولانی کار با رایانه مچ دست خسته نشود.
از نظر کاربردی بافت صفحه زیرموشی اهمیت زیادی دارد: در موس های اولیه غلتکی موجود است که درون آن یک گوی پلاستیکی حرکت را به حسگرها انتقال میدهد و سطح پارچه ای موس پد هم باعث تمیزی توپ متحرک شده و هم اصطکاک بهتری ایجاد میکند. با رواج موس های اپتیکال این نکته مشخص شد که موس پدهای شفاف و یکدست نسبت به پارچه های طرحدار کاربرد کمتری داشته سنسور آنها بر روی موس پد هایی که طرحهای شلوغ مثل طرح فرش دارند عملکرد بهتری دارد. از این لحاظ با گذشت بیش از دو دهه از پیدایش زیر موشی های طرح فرشی همچنان محبوبیت زیادی دارند. 